# Sinopachys mandarinus
Sinopachys mandarinus är en skalbaggsart som först beskrevs av J. Linsley Gressitt 1939.  Sinopachys mandarinus ingår i släktet Sinopachys och familjen långhorningar. Inga underarter finns listade i Catalogue of Life.